# Улица Урицкого (Воронеж)
У́лица Ури́цкого — улица Воронежа, проходящая от улицы Ленина до Московского проспекта параллельно железнодорожным путям ЮВЖД.
Пересекает переулок Свердлова, проспект Труда, улицу Чернышева, Федеративный переулок, Вокзальную улицу, Вокзальный переулок, улицу Просвещения, Исполкомовский переулок, Школьный переулок, Транспортную улицу. Одна из границ Центрального района.

## История
Улица состоит из трёх дореволюционных частей. Начальный отрезок между Большой Троицкой и Волконской находился в Привокзальном поселке. Возник в 1890-х — начале 1900-х годов. Первоначально представлял собой тупиковый отросток от Большой Троицкой. В 1910-х годах продлён до Волконской. Назывался Соболевским переулком по фамилии владельца дома, стоявшего на Волконской около переулка.
Дальнейшая часть улицы, от Бринкманского сада до поворота около современного СГПТУ № 1, тоже сложилась в 1890-х — начале 1900-х годов. Именовалась так же, как и сад, — Бринкманской. Она проходила в центре Привокзального поселка, где размещалось частное землевладение Бринкманов (см. начало книги, справку о Привокзальном поселке).
Остальной отрезок улицы (до Московского проспекта) появился в 1910-х годах, относился к Ямской слободе. Назывался 2-й Николаевской (реже 2-й Ново-Николаевской) улицей — видимо, по имени императора Николая II.
2-ю Николаевскую в 1923 году переименовали в улицу Урицкого. Тогда же Бринкманскую и Соболевский переулок объединили в улицу Федеративную. В 1962 году Федеративную присоединили к улице Урицкого.
Урицкий Моисей Соломонович (1873—1918) — член РСДРП(б), участник Октябрьской революции, советский партийный деятель. Председатель Петроградской ЧК.
Бывшая Бринкманская улица, будучи главной улицей Привокзального поселка, вмещала его лучшие дома, значительные учреждения. И поныне здесь сохранились жилые здания, сооруженные при первоначальной застройке улицы — в конце XIX — начале XX века. Как правило, их отличает сложная кирпичная кладка либо затейливые узоры деревянной резьбы (№ 17, 19, 20, 26, 27, 29, 31, 35, 37, 42, 43). Наиболее интересен деревянный декор бывшего дома священника И. М. Нигрова (№ 35, 1900-е гг.). Дом № 16/18, в котором размещался Привокзальный исполком, имеет связь с топонимикой (см. статьи «Исполкомовский переулок» и «Улица Просвещения»).
В той части улицы, которая прежде именовалась 2-й Николаевской, сегодня расположена администрация Коминтерновского района (однако для нее строится новое здание на Московском проспекте).
Во второй половине 1980-х годов пробита короткая широкая автодорога между улицами Ленина и Транспортной, но не по линии улицы Урицкого, а рядом, среди дворовых участков. Ныне эта трасса вливается в основную проезжую часть улицы. А старый, очень узкий начальный уличный участок (прежний Соболевский переулок) теперь «потерялся», стал малозаметным.

## Здания
- № 35 — Жилой дом священника И. М. Нигрова 1900 г.  памятник архитектуры
- № 37 — Шинный центр «Колесо»
- № 43 — Магазин мягкой мебели
- № 49 — ПУ № 1
- № 49 — Центрально-чернозёмный Учебный Комбинат
- № 66а — Школа иностранных языков «Интерлингва»
- № 70 — Центральный дом мебели (ЦДМ)
- № 73 — Флагманский салон «Ангстрем»
- № 75 — ГазЭлектроПрибор
- № 75а — Российский государственный открытый технический университет путей сообщения
- № 86 — Школа № 80
- № 120 — Центр реабилитации «Парус надежды»
- № 124 — Прокуратура Коминтерновского района города Воронежа
- № 151 — Многофункциональный центр «Гравитация»

## Транспорт
По улице Урицкого проходят маршруты следующих автобусов:
- № 18 Левобережная автостанция — Парк Северный лес
- № 29 Митрофановский источник — ТРЦ Московский проспект — Митрофановский источник
- № 38 Цветной бульвар — Нефтебаза
- № 66 Юго-западный рынок — Перевёрткина
- № 69 ВГУ — ТРЦ Московский проспект — ВГУ
- № 75 Вокзал Воронеж-1 — Студенческий городок ВГТУ
- № 108а Цветной бульвар — Вокзал Воронеж-1
- Также следуют бесплатные маршруты от ООТ "гостиница «Спутник» до «ЦДМ Северный», и «ЦДМ Северный» — улица Остужева